# Дунга
Карлос Каетано Бледорн Вери (порт. Carlos Caetano Bledorn Verri; 31. октобар 1963), познатији као Дунга, бивши је бразилски фудбалер који је играо на позицији везног играча.
Са Бразилом је освојио титулу светског првака на Светском првенству 1994.
Четири године био је тренер репрезентације Бразила, али је након неуспеха на Светском првенству у Јужноафричкој Републици 2010. добио отказ. Године 2014. поново је постављен за селектора Бразила.

## Клупска каријера
Дунга је каријеру започео 1980. у Интернасионалу. Највише утакмица одиграо је за Фјорентину, укупно 124 и постигао је осам погодака. Укупно је играо у 10 клубова. Професионалну каријеру завршио је 2000. године у клубу где је и започео каријеру Интернасионалу.

## Репрезентативна каријера
Дунга је члан репрезентације Бразила постао 1987. године, и са њима је три пута учествовао на Светским првенствима, а 1994. је освојио титулу светског првака на првенству у САД. За репрезентацију је играо 13 година и одиграо је 91 утакмицу и постигао шест погодака.